# Білий панон
Білий Панон — бройлерний гібрид кролів м'ясного напряму.

## Історія
Виведений в Угорщині в сільськогосподарській академії ім. Св. Іштвана.

## Біологічні характеристики
Панон має порівняно невелику голову, подовжену тушку, тонкі кістки і шкуру. Порода скоростигла, з енергійним ростом молодняку.
Основні показники породи панон:
- максимальна вага — 5 кг;
- добовий приріст — мінімум 40 г;
- витрата кормів на 1 кг живої ваги — не більше 4,2 кг;
- рекомендований вік для забою — 3 місяці;
- число окролів за рік — до 7;
- число кроленят в одному гнізді — до 9;
- вихід м'яса — до 62 % (з головою).

Панон легко адаптується до будь-якого типу утримання та годівлі. Нормально відчуває себе в спеку і холод, не вимагає багато місця для розміщення. Завдяки опушеним лапам добре себе почуває в клітках з сітчастою підлогою і не хворіє пододерматитом.
Гібриди від схрещування з іншими породами виходять великими і міцними, з притаманними панонам швидкістю зростання, багатоплідністю і стійкістю до хвороб. Самки відрізняються великою кількістю молока і доброзичливим ставленням до чужих кроленят, легко вигодовують по 10 і більше малюків.